# Philip Candelas
Philip Candelas (* 24. Oktober 1951 in London) ist ein britischer Physiker, der sich mit Stringtheorie befasst.
Candelas studierte ab 1970 an der Universität Cambridge (Christ’s College), mit dem Bachelor-Abschluss 1973, und ab 1972 an der Universität Oxford im Wadham College, wo er Schüler von Dennis Sciama war. Ab 1975 war er Research Fellow am Balliol College in Oxford und 1976/77 war er an der University of Texas at Austin bei John Archibald Wheeler. 1977 wurde er in Oxford promoviert mit der Dissertation Quantum Gravity. Danach ging er wieder an die University of Texas, wo er 1977 Assistant Professor, 1983 Associate Professor und 1989 Professor wurde. Seit 1999 ist er Rouse Ball Professor für Mathematik in Oxford.
Er war 1993/94 am Institute for Advanced Study, 1991 bis 1993 Gastwissenschaftler am CERN und 1995 Gastprofessor an der Princeton University.
Candelas ist vor allem für eine Arbeit mit Edward Witten, Andrew Strominger und Gary Horowitz aus dem Jahr 1985 bekannt, in der sie die Kompaktifizierung von Superstringtheorien mit Calabi-Yau-Räumen einführten. Er befasst sich auch weiterhin mit der Geometrie von Calabi-Yau-Räumen und Beziehungen zur Zahlentheorie und leistete grundlegende Beiträge zur Spiegel-Symmetrie (mirror symmetry).
Er ist Fellow der Royal Society.
Er hat neben der britischen die US-amerikanische Staatsbürgerschaft. Er ist mit der Mathematikprofessorin Xenia de la Ossa verheiratet und hat zwei Töchter.